# Pyramica extemena
Pyramica extemena är en myrart som först beskrevs av Taylor 1968.  Pyramica extemena ingår i släktet Pyramica och familjen myror. Inga underarter finns listade i Catalogue of Life.